# Sutra del Loto: XX capitolo
A questo punto il Buddha Śākyamuni si rivolse al bodhisattva mahāsattva Mahāsthāmaprāpta (Colui che ha ottenuto una Grande Autorità) facendogli presente che coloro invece che insulteranno, calunnieranno o minacceranno i sostenitori del Sutra del Loto sono destinati a severe condanne e a retribuizioni negative.
Il Buddha Śākyamuni raccontò quindi la storia del Buddha Bhīṣmagarjitasvararāja (Re dalla Voce come un maestoso ruggito) vissuto durante il kalpa Vinirbhoga (Senza Declino) nel mondo Mahāsaṃbhavā (Grande Origine) il quale predicava il Dharma a dèi, uomini ed  asura. Ventimila milioni di questi Buddha, tutti con lo stesso nome  di Bhīṣmagarjitasvararāja, comparvero per poi estinguersi nel mondo Mahāsaṃbhavā; ogni qualvolta si estingueva uno di questi buddha, con lui terminava il periodo del Dharma 'corretto' e iniziava il periodo del Dharma 'formale' dove si manifestavano monaci arroganti che tuttavia godevano di grande autorità. In quel tempo appariva loro anche un bodhisattva chiamato Sadāparibhūta (Mai Disprezzare). Lo Śākyamuni spiegò così a Mahāsthāmaprāpta la ragione del nome di questo bodhisattva:
Il Buddha Śākyamuni proseguì ricordando che a seguito del conseguimento della purezza dei sei organi di senso, Sadāparibhūta ottenne dei poteri soprannaturali (poter predicare in modo gradevole ed eloquente e il potere della bontà e della saggezza)  che gli consentirono di raccogliere come allievi fedeli quegli stessi monaci arroganti che lo avevano precedentemente perseguitato.
Molti suoi seguaci raggiunsero allora l'anuttarā-samyak-saṃbodhi e quando il bodhisattva Sadāparibhūta giunse al termine della sua vita ebbe modo di incontrare duemila milioni di buddha tutti con il nome di Candrasvararāja (Re della Luce lunare) e sotto di loro predicò la dottrina del Sutra del Loto.
Quindi il Buddha Śākyamuni  confidò  al bodhisattva mahāsattva Mahāsthāmaprāpta che in realtà il bodhisattva Mai Disprezzare non era altri che lo Śākyamuni in persona, mentre i monaci arroganti che lo perseguitarono  non incontrarono per lunghi kalpa alcun buddha soggiornando per altrettanti kalpa nel terribile inferno detto Avīcī. Ma alla fine, anche costoro raggiunsero il perfetto supremo risveglio e oggi, raccontò lo Śākyamuni, sono presenti in questa assemblea e sono i cinquecento bodhisattva guidati da Bhadrapāla,  le cinquecento monache  guidate da Siṃhacandrā (Luna di leone) e le cinquecento laiche guidate da Sugatacetanā (Pensiero del Sugata).
Lo Śākyamuni infine avvertì l'assemblea che la dottrina del Sutra del Loto verrà nuovamente pronunciata da un buddha non prima di dodicimila  milioni di kalpa, un tempo incalcolabile, per questa ragione quindi, continuò lo Śākyamuni, la dottrina di questo sutra va conservata e diffusa.